# خلومتشانی (ناحیه پلزن-جنوبی)
خلومتشانی (به چکی: Chlumčany) یک منطقهٔ مسکونی در جمهوری چک است که در Plzeň-South District واقع شده‌است. خلومتشانی ۸٫۷۸ کیلومتر مربع مساحت و ۲٬۴۲۸ نفر جمعیت دارد و ۴۰۴ متر بالاتر از سطح دریا واقع شده‌است.